# چیمولایس
چیمولایس (به ایتالیایی: Cimolais) یک کومونه در ایتالیا است که در استان پوردنونه واقع شده‌است.

## خصوصیات
چیمولایس ۱۰۱٫۱ کیلومترمربع مساحت و ۴۳۷ نفر جمعیت دارد و ۶۵۲ متر بالاتر از سطح دریا واقع شده‌است.